# Mandres-sur-Vair
 Mandres-sur-Vair  es una población y comuna francesa, en la región de Lorena, departamento de Vosgos, en el distrito de Neufchâteau y cantón de Bulgnéville.

## Demografía
| 310 | 289 | 287 | 361 | 324 | 329 |
| Para los censos de 1962 a 1999 la población legal corresponde a la población sin duplicidades (Fuente: INSEE [Consultar]) |     |     |     |     |     |